# ABT Cupra Formula E Team
L'ABT Lola Formula E Team è una squadra automobilistica tedesca attiva nel campionato di Formula E.

## Storia
Il team è stato fondato dalla Abt Sportsline, attiva nel DTM, per partecipare al campionato di Formula E. Dal 2017 rafforza il suo impegno tecnico nel campionato diventando team ufficiale Audi fino al 2021.

## Formula E

### 2014-15

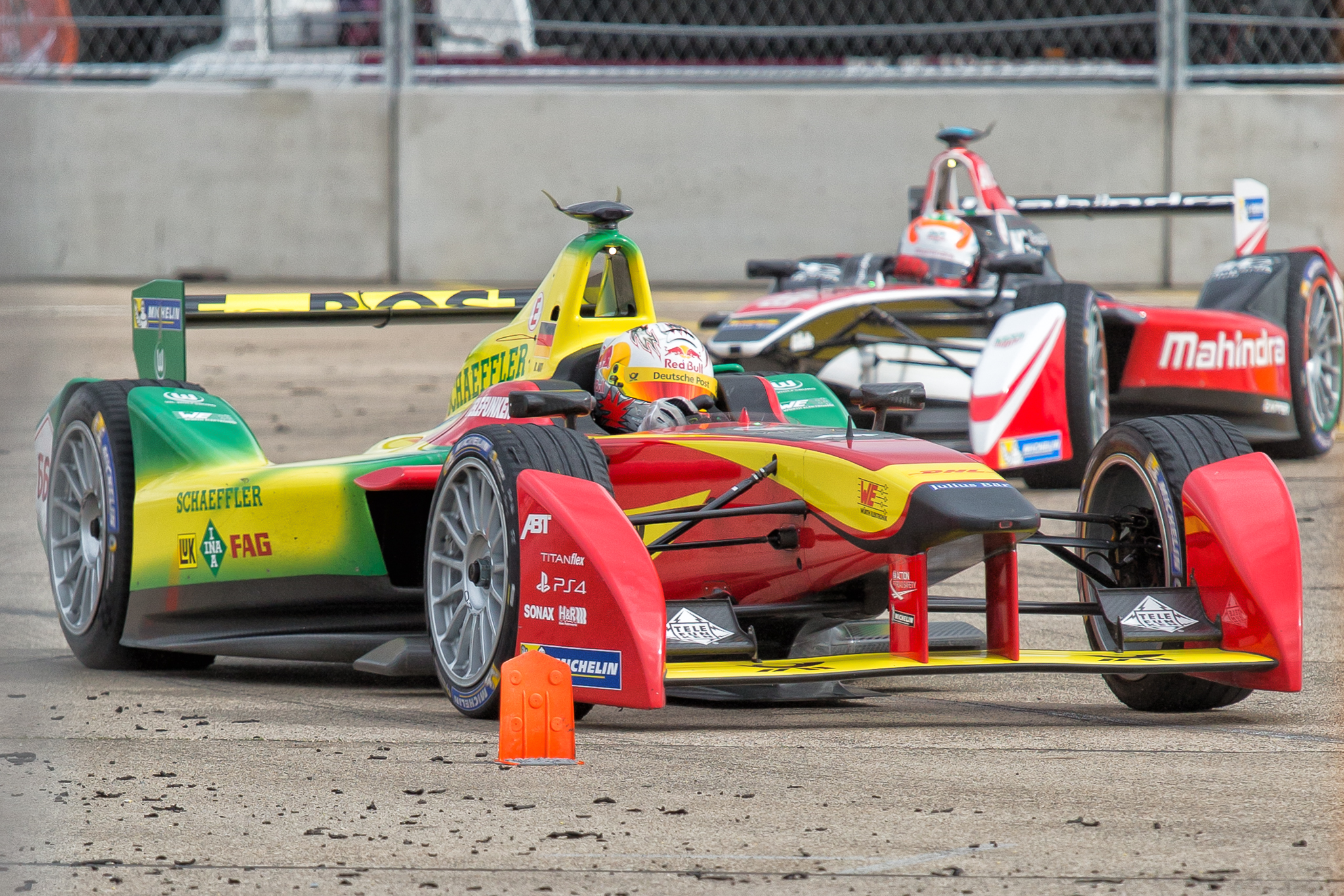
Daniel Abt, con la sua vettura a Berlino nel 2015

Per la prima stagione i piloti sono il brasiliano ex F1 Lucas Di Grassi, e il figlio d'arte proveniente dalla GP2 Daniel Abt. Di Grassi ottiene 6 podi, tra cui 2 vittorie e rimane in lotta fino all'E-Prix di Berlino, quando viene squalificato dalla gara (che aveva vinto) per irregolarità tecnica. A fine campionato il Team è 3° alle spalle di DAMS e Dragon Racing.

### 2015-2016
Per il 2015 vengono confermati i piloti della stagione precedente. Da quest'anno i team possono sviluppare i propri propulsori, e la Audi porterà in pista la ABT Schaeffler FE01, a tre marce.. La monoposto si dimostra essere la seconda forza in pista alle spalle della DAMS, con Di grassi che giunge secondo a Pechino per poi vincere l'E-Prix di Putrajaya e terminare nuovamente secondo a Punta del Este. Segue un altro podio nell'E-Prix di Buenos Aires. A Città del Messico Di Grassi, ma viene squalificato a seguito dei controlli tecnici che hanno trovato la vettura sotto peso, esattamente come a Berlino l'anno prima. Ma comunque il brasiliano ottiene una vittoria nella gara successiva a Long Beach ed il giorno prima supera il crash test per la vettura della terza stagione. Dopo un'ulteriore vittoria a Parigi ed un terzo posto a Berlino il brasiliano perderà il titolo iridato per un solo punto a Londra.

### 2016-2017
Per la terza stagione vengono confermati i piloti della stagione precedente. Con una vittoria in meno rispetto alla stagione precedente il team ha concluso nuovamente al secondo posto in classifica costruttori e il brasiliano vince il titolo piloti contro lo svizzero Buemi. Anche per quest'anno la vettura sarà munita di monomotore e cambio a 3 marce.

### 2017-2018

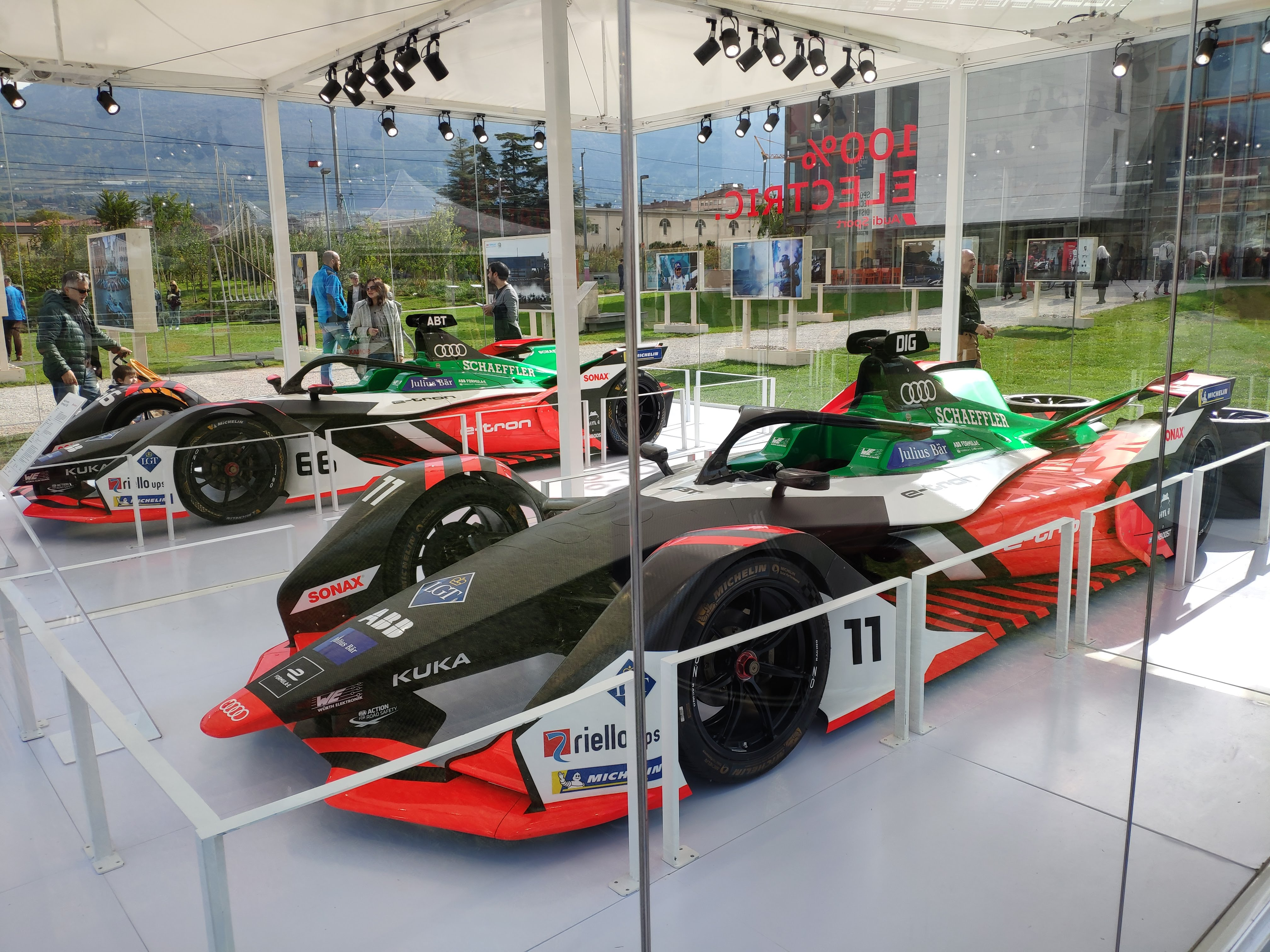
Le Spark-Audi e-tron FE05 di Abt e Di Grassi

Nella quarta stagione la Audi fa il suo ingresso ufficiale nella categoria. Questo cambia, oltre alla livrea delle vetture, anche il nome del team che diventa Audi Sport ABT Schaeffler ed infine il motore viene prodotto ufficialmente dalla Audi stessa, con una configurazione monomotore e monomarcia. Nella prima gara ad Hong Kong il tedesco Daniel Abt, dopo aver ottenuto un 5º posto in Gara 1 riesce a vincere in Gara 2, salvo poi essere squalificato per irregolarità nei sigilli. Per la squadra tedesca si tratta della terza volta. Dopo un inizio di stagione difficile il team ottiene quattro vittorie conquistando per la prima volta il titolo riservato alle squadre.

### 2018-2019
Il team conferma i propri piloti per la stagione 2018-2019 e come nelle stagioni precedenti il team costruisce in proprio il powertrain. Durante il campionato Lucas Di Grassi vince a Città del Messico e a Berlino e giunge secondo a Hong Kong mentre Abt giunge terzo a Santiago e a Parigi. A fine stagione il team arriva 2º nel campionato costruttori con 203 punti.

### 2019-2020
Anche per la stagione 2019-2020 l'Audi inizialmente conferma i propri piloti, salvo poi sostituire Daniel Abt con René Rast a causa di uno spiacevole episodio che ha visto protagonista il pilota titolare della scuderia. La stagione si è chiusa senza troppi picchi, al 6º posto in classifica costruttori e con tre podi complessivi, di cui due conquistati da Lucas Di Grassi nella seconda gara dell'E-Prix di Dirʿiyya e dell'E-Prix di Berlino, e uno da Rast, che, sempre a Berlino, è arrivato terzo in Gara 5.

### 2020-2021
La stagione 2021-2022 è l'ultima per il team tedesco, visto che il 30 novembre del 2020 Audi ha annunciato il ritiro dalla Formula E alla fine della stagione.
La vettura è dotata di una un'unità propulsiva monomotore e monomarcia, risulta lunga 5,2 metri, larga 1,8 metri e alta 1,25 metri, interasse da 3,1 metri, con un peso vettura e guidatore di 903 kg (di cui le batterie da 52 kWh, pesano 385 kg), velocità massima 240 km/h e accelerazione 0-100 2,8 secondi, pneumatici Michelin Pilot Sport, da 245x40R18 all'anteriore e 305x40R18 al posteriore, su ruote da 9"x18" all'anteriore e 11"x18" al posteriore

### 2022-2023
Il 5 maggio del 2022 il team ABT Sportsline ha annunciato il suo ritorno nella categoria per la stagione 2023 senza il supporto di Audi, la prima con l'esordio delle nuove Gen3. Nel luglio dello stesso anno viene annunciato l'accordo con la Mahindra per avere la loro powertrain. Il 9 dicembre il team annuncia la collaborazione con il marchio Spagnolo Cupra, con Robin Frijns e Nico Müller come piloti.

## Risultati
| Stagione       | Vettura                   | Gomme          | N.             | Piloti               | 1              | 2              | 3              | 4              | 5              | 6              | 7              | 8              | 9              | 10             | 11             | 12             | 13             | 14             | 15             | 16             | Punti          | Pos            |                |
| Con Audi Sport | Con Audi Sport            | Con Audi Sport | Con Audi Sport | Con Audi Sport       | Con Audi Sport | Con Audi Sport | Con Audi Sport | Con Audi Sport | Con Audi Sport | Con Audi Sport | Con Audi Sport | Con Audi Sport | Con Audi Sport | Con Audi Sport | Con Audi Sport | Con Audi Sport | Con Audi Sport | Con Audi Sport | Con Audi Sport | Con Audi Sport | Con Audi Sport | Con Audi Sport | Con Audi Sport |
| -------------- | ------------------------- | -------------- | -------------- | -------------------- | -------------- | -------------- | -------------- | -------------- | -------------- | -------------- | -------------- | -------------- | -------------- | -------------- | -------------- | -------------- | -------------- | -------------- | -------------- | -------------- | -------------- | -------------- | -------------- |
| 2014–15        | Spark-Renault SRT 01E     | M              |                |                      | PEC            | PUT            | PDE            | BNA            | MIA            | LBH            | MON            | BER            | MOS            | LON            | LON            |                |                |                |                |                | 165            | 3º             |                |
| 2014–15        | Spark-Renault SRT 01E     | M              | 11             | Lucas Di Grassi      | 1              | 2              | 3              | Rit            | 9              | 3              | 2              | SQ             | 2              | 4              | 6              |                |                |                |                |                | 165            | 3º             |                |
| 2014–15        | Spark-Renault SRT 01E     | M              | 66             | Daniel Abt           | 10             | 10             | 15             | 13†            | 3              | 15             | Rit            | 14             | 5              | Rit            | 11             |                |                |                |                |                | 165            | 3º             |                |
| 2015–16        | Spark-ABT Schaeffler FE01 | M              |                |                      | PEC            | PUT            | PDE            | BNA            | MEX            | LBH            | PAR            | BER            | LON            | LON            |                |                |                |                |                |                | 221            | 2º             |                |
| 2015–16        | Spark-ABT Schaeffler FE01 | M              | 11             | Lucas Di Grassi      | 2              | 1              | 2              | 3              | SQ             | 1              | 1              | 3              | 4              | Rit            |                |                |                |                |                |                | 221            | 2º             |                |
| 2015–16        | Spark-ABT Schaeffler FE01 | M              | 66             | Daniel Abt           | 11             | 7              | 8              | 13             | 7              | 3              | 10             | 2              | Rit            | 2              |                |                |                |                |                |                | 221            | 2º             |                |
| 2016-17        | Spark-ABT Schaeffler FE02 | M              |                |                      | HKG            | MAR            | BNA            | MEX            | MON            | PAR            | BER            | BER            | NYC            | NYC            | MTR            | MTR            |                |                |                |                | 248            | 2º             |                |
| 2016-17        | Spark-ABT Schaeffler FE02 | M              | 11             | Lucas Di Grassi      | 2              | 5              | 3              | 1              | 2              | Rit            | 2              | 3              | 4              | 5              | 1              | 7              |                |                |                |                | 248            | 2º             |                |
| 2016-17        | Spark-ABT Schaeffler FE02 | M              | 66             | Daniel Abt           | Rit            | 6              | 7              | 7              | 7              | 13             | 6              | 4              | 14             | Rit            | 4              | 6              |                |                |                |                | 248            | 2º             |                |
| 2017-18        | Spark-Audi e-tron FE04    | M              |                |                      | HKG            | HKG            | MAR            | SAN            | MEX            | PDE            | ROM            | PAR            | BER            | ZUR            | NYC            | NYC            |                |                |                |                | 264            | 1º             |                |
| 2017-18        | Spark-Audi e-tron FE04    | M              | 1              | Lucas Di Grassi      | 17             | 14             | Rit            | Rit            | 9              | 2              | 2              | 2              | 2              | 1              | 1              | 2              |                |                |                |                | 264            | 1º             |                |
| 2017-18        | Spark-Audi e-tron FE04    | M              | 66             | Daniel Abt           | 5              | SQ             | 10             | Rit            | 1              | 14             | 4              | 7              | 1              | 13             | 2              | 3              |                |                |                |                | 264            | 1º             |                |
| 2018-19        | Spark-Audi e-tron FE05    | M              |                |                      | DIR            | MAR            | SAN            | MEX            | HKG            | SAY            | ROM            | PAR            | MON            | BER            | BRN            | NYC            | NYC            |                |                |                | 203            | 2º             |                |
| 2018-19        | Spark-Audi e-tron FE05    | M              | 11             | Lucas Di Grassi      | 9              | 7              | 12             | 1              | 2              | 15             | 7              | 4              | Rit            | 1              | 9              | 5              | 18†            |                |                |                | 203            | 2º             |                |
| 2018-19        | Spark-Audi e-tron FE05    | M              | 66             | Daniel Abt           | 8              | 10             | 3              | 10             | 4              | 5              | 18             | 3              | 15             | 6              | 6              | 6              | 5              |                |                |                | 203            | 2º             |                |
| 2019-20        | Spark-Audi e-tron FE06    | M              |                |                      | DIR            | DIR            | SAN            | MEX            | MAR            | BER            | BER            | BER            | BER            | BER            | BER            |                |                |                |                |                | 114            | 6º             |                |
| 2019-20        | Spark-Audi e-tron FE06    | M              | 11             | Lucas Di Grassi      | 13             | 2              | 7              | 6              | 7              | 8              | 3              | 8              | 6              | 21             | 6              |                |                |                |                |                | 114            | 6º             |                |
| 2019-20        | Spark-Audi e-tron FE06    | M              | 66             | Daniel Abt           | Rit            | 6              | 14             | Rit            | 14             |                |                |                |                |                |                |                |                |                |                |                | 114            | 6º             |                |
| 2019-20        | Spark-Audi e-tron FE06    | M              | 66             | René Rast            |                |                |                |                |                | 10             | 13             | Rit            | 16             | 3G             | 4              |                |                |                |                |                | 114            | 6º             |                |
| 2020-21        | Spark-Audi e-tron FE07    | M              |                |                      | DIR            | DIR            | ROM            | ROM            | VAL            | VAL            | MON            | PUE            | PUE            | NYC            | NYC            | LON            | LON            | BER            | BER            |                | 165            | 4°             |                |
| 2020-21        | Spark-Audi e-tron FE07    | M              | 11             | Lucas Di Grassi      | 9              | 8              | Rit            | Rit            | 7              | 10             | 10             | 1              | 18             | 3              | 14             | 6              | SQ             | 1              | 20             |                | 165            | 4°             |                |
| 2020-21        | Spark-Audi e-tron FE07    | M              | 33             | René Rast            | 4              | 17             | 6              | Rit            | 5              | 6              | Rit            | 2              | 10             | 10             | 20             | 6              | Rit            | 9              | 9              |                | 165            | 4°             |                |
| Con Cupra      |                           |                |                |                      |                |                |                |                |                |                |                |                |                |                |                |                |                |                |                |                |                |                |                |
| 2022-23        | Spark-Mahindra M9Electro  | H              |                |                      | MEX            | DIR            | DIR            | HYD            | CAP            | SAP            | BER            | BER            | MON            | GIA            | GIA            | POR            | ROM            | ROM            | LON            | LON            | 21             | 11°            |                |
| 2022-23        | Spark-Mahindra M9Electro  | H              | 4              | Robin Frijns         | Rit            | Inf            | Inf            | Inf            | Inf            | 15             | 14             | 17             | 13             | 9              | 13             | 10             | Rit            | Rit            | Rit            | 17             | 21             | 11°            |                |
| 2022-23        | Spark-Mahindra M9Electro  | H              | 4              | Kelvin van der Linde |                | 16             | 18             | Rit            | NP             |                |                |                |                |                |                |                |                |                |                |                | 21             | 11°            |                |
| 2022-23        | Spark-Mahindra M9Electro  | H              | 51             | Nico Müller          | 14             | Rit            | Rit            | 11             | NP             | Rit            | 15             | 9              | Rit            | 11             | 12             | Rit            | 6              | 10             | Rit            | 8              | 21             | 11°            |                |
| 2023-24        | Spark-Mahindra M9Electro  | H              |                |                      | MEX            | DIR            | DIR            | SAP            | TOK            | MIS            | MIS            | MON            | BER            | BER            | SHA            | SHA            | POR            | POR            | LON            | LON            | 58             | 9°             |                |
| 2023-24        | Spark-Mahindra M9Electro  | H              | 11             | Lucas di Grassi      | Rit            | 19             | 18             | 13             | Rit            | 10             | 11             | 11             | Rit            | 11             | 10             | 19             | 11             | 17             | 11             | 9              | 58             | 9°             |                |
| 2023-24        | Spark-Mahindra M9Electro  | H              | 51             | Nico Müller          | 17             | 18             | 13             | Rit            | 7              | 11             | 4              | Rit            |                |                | 15             | 15             | 5              | 5              | 6              | 6              | 58             | 9°             |                |
| 2023-24        | Spark-Mahindra M9Electro  | H              | 51             | Kelvin van der Linde |                |                |                |                |                |                |                |                | 11             | 15             |                |                |                |                |                |                | 58             | 9°             |                |